# Каменка (район імені Поліни Осипенко)
Ка́менка (рос. Каменка) — населений пункт без офіційного статусу у складі району імені Поліни Осипенко Хабаровського краю, Росія. Знаходиться у міжселенній території району імені Поліни Осипенко.

## Населення
Населення — 1 особа (2010; 2 у 2002).
Національний склад (станом на 2002 рік):
- росіяни — 100 %